# Pretty Tied Up
"Pretty Tied Up (The Perils of Rock N' Roll Decadence)" è un singolo dei Guns N' Roses. Fa parte del loro quarto album in studio, Use Your Illusion II (1991). Fu registrato nel 1988 ma fu abbandonato e solo due anni dopo fu ripreso e migliorato. Fu pubblicato nel 1991.

## La canzone
Fu scritta da Izzy Stradlin, che nell'incipit suonò anche una coral sitar.
La seconda strofa inizia con:
C'era una volta questo gruppo rock n' roll
Che andava in giro da una strada all'altra
Il tempo passò e tutto ciò si rivelò uno scherzo..
Ciò indica le intenzioni di Stradlin, che proprio dopo Use Your Illusion II lasciò la band.

## Curiosità
- ”Pretty Tied Up” fu suonata molto spesso dal vivo durante lo Use Your Illusion Tour. Una di queste versioni live si trova sull'album Live Era 87-93, pubblicato nel 1999.

- Durante il concerto tenutosi a Roma l'8 luglio 2023 il cantante Axl Rose ha presentato la canzone dedicandola a Silvio Berlusconi e al Bunga Bunga Time.